# David Scott (Astronaut)
David Randolph Scott (* 6. Juni 1932 in San Antonio, Texas) ist ein ehemaliger amerikanischer Astronaut und war der siebte von bisher zwölf Menschen, die den Mond betreten haben.

## Beginn der Karriere
David Scotts Vater diente beim Air Corps der US Army. Von 1936 bis 1939 lebte die Familie auf den Philippinen, während des Zweiten Weltkrieges diente der Vater mehrere Jahre in Europa, so dass David und sein Bruder alleine von der Mutter aufgezogen wurden.
Nach dem Abschluss der Western High School in Washington, D.C. studierte Scott an der University of Michigan und der United States Military Academy in West Point. Als fünftbester von 633 Absolventen verließ er sie 1954 mit dem Grad „Bachelor of Science“ in Militärtechnik. Anschließend wurde er an der Webb Air Force Base in Texas als Pilot ausgebildet. Weitere Stationen waren die Laughlin Air Force Base in Texas und die Luke Air Force Base in Arizona.
Von April 1956 bis Juli 1960 diente Scott als Jetpilot in Soesterberg in den Niederlanden, wo er Kampfflugzeuge vom Typ F-86 und F-100 flog. Nach seiner Rückkehr in die USA studierte er am Massachusetts Institute of Technology Luft- und Raumfahrttechnik, wo er je einen Abschluss als Master of Science und Master of Engineering erhielt.
Nach seinem Studium erhielt er eine Einberufung als Dozent an die Air Force Academy, Scott konnte jedoch durchsetzen, dass er an die Testpilotenschule auf der Edwards Air Force Base versetzt wurde. Nachdem er den Kurs als Klassenbester abgeschlossen hatte, ging er an die neu eröffnete Aerospace Research Pilot School (ARPS) in Edwards. Bei einer Notlandung mit einem Starfighter kam er nur knapp mit dem Leben davon.

## Gemini
Scott bewarb sich bei der NASA erfolgreich als Astronaut und wurde am 14. Oktober 1963 mit 13 anderen als dritte Astronautengruppe der Öffentlichkeit vorgestellt. Als Spezialgebiet übernahm er ab Februar 1965 die Missionsplanung und Navigation.
Am 20. September 1965 wurde David Scott für den Raumflug Gemini 8 als Pilot eingeteilt. Scott würde bei diesem Flug auch einen Weltraumausstieg durchführen. Die Zuweisung von Scott war erstaunlich, denn eigentlich war erwartet worden, dass der Ersatzpilot von Gemini 5, Elliot See, nominiert würde, doch offenbar wurde befürchtet, dass See einem Weltraumausstieg nicht gewachsen sei. Somit kam Scott zu einem Flug, ohne vorher in einer Ersatzmannschaft gewesen zu sein. Er war der erste der dritten Astronautengruppe, der für einen Flug nominiert wurde.
Zusammen mit dem Kommandanten Neil Armstrong, ebenfalls ein Weltraumneuling, startete Scott am 16. März 1966 zu seinem ersten Raumflug. Wie geplant führten Armstrong und Scott in der Erdumlaufbahn ein Rendezvous mit einer zuvor gestarteten Agena-Stufe durch. Anschließend gelang ihnen zum ersten Mal in der Raumfahrtgeschichte eine Kopplung im Orbit.
Durch eine Fehlfunktion einer Steuerdüse geriet das Gemini-Raumschiff jedoch stark ins Taumeln, das sich noch verstärkte, als das Raumschiff von der Agena-Stufe getrennt wurde. Armstrong und Scott waren in Lebensgefahr, brachten die Situation aber wieder unter Kontrolle. Da bei diesem Manöver zu viel Treibstoff verbraucht wurde, musste der Raumflug abgebrochen und eine Notlandung eingeleitet werden. Scotts Weltraumausstieg entfiel.

## Apollo

### Frühe Planungen
Noch während der Vorbereitung auf den Flug von Gemini 8 wurde Scott im Apollo-Programm eingeplant. Am 25. Dezember 1965 wurde er als Ersatzpilot für den ersten bemannten Apollo-Flug vorgesehen, was am 21. März 1966, kurz nach der Landung von Gemini 8, offiziell bestätigt wurde.
Nach einer Umplanung fand sich Scott am 22. Dezember 1966 aber als Pilot der Hauptbesatzung des zweiten bemannten Flugs wieder, bei dem erstmals die Mondlandefähre getestet werden sollte. Sämtliche Planungen wurden aber nach dem Tod der Apollo-1-Astronauten am 27. Januar 1967 auf Eis gelegt.

### Apollo 9
Am 20. November 1967 gab die NASA weitere Planungen bekannt. Scott war nun Pilot des Apollo-Raumschiffs, der Mission D, die in der Erdumlaufbahn die Mondfähre testen sollte. Ursprünglich sollte dieser Flug Apollo 8 heißen, nachdem aber ein zuvor nicht geplanter Mondflug eingeschoben wurde, bekam der Flug die Bezeichnung Apollo 9.
Zusammen mit Kommandant James McDivitt und dem Mondfährenpilot Rusty Schweickart startete Scott am 3. März 1969 zu diesem Flug, bei dem zum ersten Mal die Flugmanöver einer Mondlandung durchgeführt wurden.
Am 6. März kam Scott dann doch noch zu einem Weltraumausstieg, obwohl er noch mit den Lebenserhaltungssystemen des Raumschiffs verbunden war. Er stand eine Stunde in der Luke der Kommandokapsel und fotografierte Schweickarts Ausstieg.
Am fünften Flugtag wurde die Mondlandefähre mit Schweickart und McDivitt an Bord vom Kommandomodul, in dem sich nur noch Scott befand, abgekoppelt. Nach dem Testen der Mondfähre koppelten die beiden Raumschiffe wieder an, und Schweickart und McDivitt stiegen wieder zu Scott in das Kommandomodul. Somit war Scott ebenfalls am ersten Kopplungsmanöver zweier bemannter Raumschiffe im All beteiligt, bei der die Besatzung (anders als bei Sojus 4 und Sojus 5) direkt und ohne einen Ausstieg unternehmen zu müssen, umsteigen konnte.

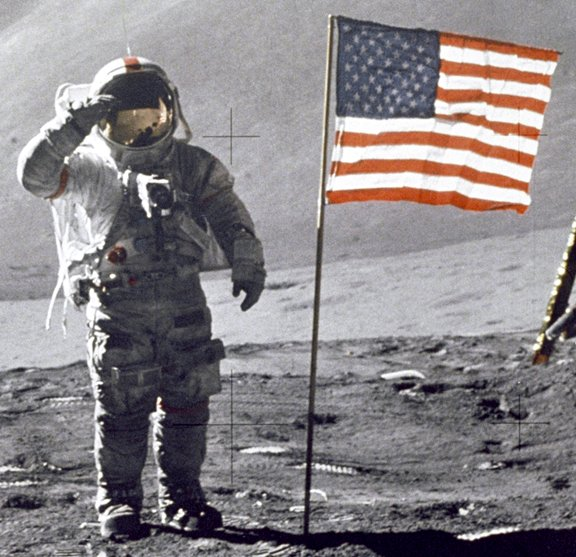
Apollo 15 – Scott salutiert

### Apollo 12 und 15
Kurz nach der Landung von Apollo 9, am 10. April 1969, wurde Scott als Kommandant der Ersatzmannschaft von Apollo 12 eingeteilt. Wenn Pete Conrad ausgefallen wäre, hätte Scott als dritter Mensch den Mond betreten. Scott kam aber nicht zum Einsatz und diente während des Fluges im November 1969 als Verbindungssprecher (Capcom).
Wie vorgesehen wurde die Ersatzmannschaft von Apollo 12 zur Hauptmannschaft von Apollo 15 befördert. Scott war somit der erste Astronaut der dritten Auswahlgruppe, der ein Raumflugkommando übernahm.
Zu diesem dritten Flug startete Scott zusammen mit James Irwin und Alfred Worden am 26. Juli 1971. Am 31. Juli betrat Scott als siebter Mensch den Mond. Dies war der erste Mondflug, bei dem die wissenschaftliche Seite eine große Rolle spielte. Scott und Irwin stand dabei auch erstmals das Mondauto (LRV) zur Verfügung, wodurch größere Entfernungen als bisher zurückgelegt werden konnten.
Kurz bevor Scott und Irwin wieder in die Mondfähre Falcon einstiegen, demonstrierte Scott mit einer Falkenfeder und einem Hammer, dass die Fallgeschwindigkeit eines Objekts im Vakuum unabhängig von seiner Masse ist.

### Die Briefmarkenaffäre
Schon kurz nach der Landung war die komplette Mannschaft von Apollo 15 als Ersatzmannschaft für den letzten Mondflug Apollo 17 eingeteilt worden. Im Laufe des folgenden Jahres wurde aber ihre Verwicklung in die Briefmarkenaffäre von Apollo 15 bekannt. Scott, Worden und Irwin hatten Briefumschläge mit auf ihren Flug genommen, die nicht ausdrücklich genehmigt waren, und die später von einem deutschen Händler verkauft wurden. Gegen Scott, Worden und Irwin wurde ein Disziplinarverfahren eingeleitet, und am 23. Mai 1972 wurden sie als Ersatzmannschaft für Apollo 17 abgesetzt. Es war klar, dass es für Scott und seine Mannschaft keinen weiteren Raumflug geben würde, jedoch wurden sie weder verurteilt, noch vom Astronautenkorps oder gar der NASA ausgeschlossen.

## Nach der aktiven Zeit
Im Gegensatz zu Irwin blieb Scott zunächst bei der NASA und arbeitete im NASA Flight Research Center, dem späteren Dryden Flight Research Center auf dem Gelände der Edwards AFB. Er war an der Vorbereitung des Apollo-Sojus-Test-Projekts beteiligt und reiste mehrere Male in die Sowjetunion. Als ihm im April 1975 die Leitung des Dryden-Forschungszentrums angeboten wurde, verließ er die Air Force und wurde NASA-Angestellter.
Im Oktober 1977 verließ Scott die NASA und gründete seine eigene Firma, die Scott Science and Technology. In der Folgezeit war er mehrere Male als technischer Berater in der Film- und TV-Industrie tätig: 1994/1995 für den Spielfilm Apollo 13, 1997 für die Serie From the Earth to the Moon und 2005 für den Film Magnificent Desolation.
David Scott ist geschieden und hat zwei Kinder. Er arbeitet und lebt seit einigen Jahren in London.